# Stabat Lama Barat
Stabat Lama Barat is een bestuurslaag in het regentschap Langkat van de provincie Noord-Sumatra, Indonesië. Stabat Lama Barat telt 5167 inwoners (volkstelling 2010).